# Geelkruinbuulbuul
De geelkruinbuulbuul (Pycnonotus zeylanicus) is een zangvogel uit de familie van de buulbuuls. Het achtervoegsel zeylanicus verwijst naar Ceylon (Sri-Lanka). Dit was een vergissing, de eerste vogels die naar Europa werden opgestuurd en wetenschappelijk gedocumenteerd, kwamen via Java.

## Herkenning
De vogel is 29 cm lang, een groot soort buulbuul. De voorkant van de kop is goudkleurig oranjegeel, met een smalle zwarte oogstreep en een zeer donker oog en een zwarte baardstreep. De keel is wit en de borst en buik zijn grijs met witte strepen. De bovenkant is olijfbruin.

## Verspreiding en leefgebied
Deze soort komt voor op het schiereiland Malakka en de noordelijke helft van Borneo. Er zijn nog kleine populaties in Thailand en op het eiland Sumatra. Het leefgebied bestaat uit dichte lage vegetaties zoals overstromingsgebieden langs beken en rivieren door regenwoud, maar ook in andere landschapstypen met lage vegetaties in de buurt van water zoals mangrove, tuinen en aangeplant bos, mits in de buurt van moeras of water. Meestal in laagland, maar er zijn waarnemingen (uit het verleden) tot op 1600 m boven zeeniveau.

## Status
De grootte van de populatie werd in 2016 door BirdLife International geschat op 600 tot 1700 volwassen individuen en de populatie-aantallen nemen af door jacht en vangst. Door ontbossing wordt het leefgebied ook gemakkelijker toegankelijk voor vogelvangers. Vogels uit het wild gevangen zijn veel meer waard dan vogels die in gevangenschap zijn uitgebroed. Er worden hoge prijzen voor betaald. In 2016 werden in de literatuur prijzen van  $500 per vogel gemeld. Om deze redenen staat deze kritiek  op de Rode Lijst van de IUCN.
Formeel gelden er beperkingen voor de handel in deze vogel, want de soort staat in de Bijlage II van het CITES-verdrag.